# Siewiernoje (obwód kostromski)
Siewiernoje (ros. Северное) – wieś (sieło) w Rosji, w obwodzie kostromskim, w rejonie susanińskim. W 2021 liczyła 144 mieszkańców.